# Innovationskultur
Unter dem Begriff Innovationskultur werden alle Normen, Wertvorstellungen und Denkhaltungen verstanden, die das Verhalten der am Neuerungsprozess beteiligten Personen prägen und an denen diese sich orientieren. Da es sich bei Innovationsprozessen regelmäßig um bereichsübergreifende Vorgänge handelt, fungiert die Innovationskultur als eine Art Querschnittskultur, die von sämtlichen Prozessbeteiligten geprägt und getragen wird.
Die Innovationskultur beschreibt eine spezifische Ausprägung der Organisationskultur, die vor allem die Generierung von Innovationen im Unternehmen fördern soll. Die durch die Innovationskultur geschaffenen positiven Anreize auf die Mitarbeiter führen zu einer Erhöhung der Innovationskraft des Unternehmens.

## Geschichte
Die Thematik der Innovationskultur findet schon seit über vierzig Jahren in der betriebswirtschaftlichen Literatur Beachtung (bspw. Burns/Stalker, 1961) und wird seit einigen Jahren als eigenständige Teilfunktion der Organisationskultur angeführt.

## Merkmale einer Innovationskultur
Um ihre Koordinations-, Integrations- und Motivationsfunktion im Innovationsprozess wahrnehmen zu können, sollte eine Innovationskultur vor allem die folgenden Merkmale erfüllen:
- Ein essentieller Bestandteil ist das Vertrauen in die Mitarbeiter. Innovative Unternehmen etablieren eine Vertrauenskultur, in der die Mitarbeiter eigenverantwortlich agieren können und kreative Freiräume haben. Wirksame Arbeits-, Führungs- und Beteiligungskonzepte bilden hierfür die Voraussetzung.
- Ein hoher Stellenwert von Innovation und Kreativität ist ein wichtiges Merkmal innovativer Unternehmenskulturen. Dies setzt eine Verankerung im Symbol- und Wertesystem voraus (z. B. in den Unternehmensgrundsätzen und durch ein glaubwürdiges „Vorleben“ durch das Top-Management), um die Kultur für die Mitarbeiter sicht- und erfahrbar zu gestalten.
- Innovative Mitarbeiter werden unterstützt und gezielt gefördert. „Innovations-Champions“ werden erkennbar gewürdigt, und besonders innovative Mitarbeiter werden belohnt und zu Vorträgen und Veröffentlichungen ermutigt (Anreizsystem). Oftmals partizipieren die Mitarbeiter direkt an dem Erfolg der Innovationsprojekte oder bekommen eine „Innovationsprämie“.
- Innovationsvorhaben sind immer mit Risiken behaftet und gelegentliche Fehlschläge daher unvermeidlich. Innovationsfördernde Kulturen zeichnen sich deshalb durch eine hohe Toleranz gegenüber Fehlern und Misserfolgen aus („trial and error“). Fehler werden nicht sanktioniert, sondern als eine Chance gesehen, um für die Zukunft zu lernen.
- Schließlich ist ein Informations- und Kommunikationsverhalten erforderlich, das wichtige Informationen nicht unterdrückt, sondern sie für die am Innovationsprozess beteiligten Personen rechtzeitig und in einem ausreichenden Umfang verfügbar macht. Dies hat wiederum viel mit gegenseitigem Vertrauen der Mitarbeiter untereinander und in die Innovationskultur des Unternehmens zu tun.